# Cipriano García Sánchez
Cipriano García Sánchez (Manzanares, Ciudad Real, 26 de septiembre de 1927 - Castelldefels, Barcelona, 22 de mayo de 1995) fue un minero, político y sindicalista español.

## Biografía
En 1943 entró a trabajar en las minas de  de Almuradiel (provincia de Ciudad Real), trabajo que abandonó en 1951, cuando se trasladó a Cataluña y se establleció en el barrio de Ca n'Anglada de Tarrasa. Allí trabajó para RENFE y Cerámica Egara. Afiliado al referente del Partido Comunista de España (PCE) en Cataluña, el Partido Socialista Unificado de Cataluña (PSUC), en 1954 pasó a formar parte de la dirección local del partido. Participó en la huelga de las bicicletas de 1956 y en 1957 fue detenido cuando regresaba de un congreso clandestino del PSUC en Francia, razón por la que fue preso en el penal de Burgos hasta 1959. En 1960 participó en Tarrasa en las protestas por las detenciones de Jordi Pujol y otros implicados en los conocidos como sucesos del Palau de la Música, durante el homenaje al poeta Joan Maragall. La protesta le llevó a ser juzgado en consejo de guerra junto a otros seis sindicalistas y condenado a prisión otra vez en Burgos, en esta ocasión hasta 1964. Al salir de la prisión participó en la creación del sindicato Comisiones Obreras (CCOO) y en 1965 accedió al comité central y al ejecutivo del PSUC. Después del VIII Congreso del Partido Comunista de España, formó parte también de su comité central. Fue detenido nuevamente en 1967, mientras formaba parte de la coordinadora de CCOO en representación de Comisiones Obreras de Cataluña. Evitó ser detenido en la operación que descabezó al sindicato obrerista en 1972 y llevó a sus dirigentes al conocido como Proceso 1001. En dicha situación, fue el máximo responsable de la coordinadora catalana de Comisiones Obreras en la clandestinidad hasta 1975.
En las elecciones generales de 1977 fue elegido diputado al Congreso por la circunscripción de Barcelona, escaño que renovó en las elecciones de 1979. En las elecciones al Parlamento de Cataluña de 1984 resultó elegido diputado. Fue candidato a la alcaldía de Castelldefels por Iniciativa per Catalunya (IC) en las elecciones municipales de 1991. Falleció en un accidente durante la campaña electoral de 1995. En su memoria, Comissió Obrera Nacional de Catalunya (CONC) creó la Fundación Cipriano García. A su entierro asistieron 1500 personas y su féretro, según señala Teresa Pàmies, se cubrió con tres banderas: la catalana, la del sindicato Comisiones Obreras y la del PSUC.
En Terrassa( en el barrio de Sant Pere Nord) hay una plaza dedicada a su memoria.

## Obras
- La clase obrera y el problema nacional en Catalunya 70 (1970)
- El model Terrassa a La nostra utopia. PSUC cinquanta anys d'història, (1986)